# Constantin Rădulescu (politician)
Constantin Rădulescu (n. 17 ianuarie 1976, Râmnicu Vâlcea, Vâlcea, România) este un deputat român, ales în legislatura 2012-2016 din partea PSD. Din anul 2016 este președintele Consiliului Județean Vâlcea și președintele Partidului Social Democrat Vâlcea.